# Joseph Taylor
Joseph Hooton Taylor Jr. (født 29. marts 1941) er en amerikansk astrofysiker. Han modtog nobelprisen i fysik i 1993 sammen med Russell Alan Hulse "for opdagelsen af en ny type pulsar, en opdagelse der åbnede for nye muligheder i studiet af gravitation".